# Maison du bailliage de Blesle
Pour les articles homonymes, voir maison du Bailliage.
La maison du bailliage de Blesle est une maison située en France sur la commune de Blesle, dans la région Auvergne-Rhône-Alpes.

## Localisation
La maison est située dans le département français de la Haute-Loire, sur la commune de Blesle, dans l'ancienne région administrative d'Auvergne.

## Historique
Construite en 1567 comme en témoigne l'inscription datée sur la porte, cette demeure du bailliage abritait la justice seigneuriale de Blesle, en remplacement du château de Blesle. Ce dernier, autrefois occupé par le bailliage, était alors en état de délabrement. Pour accéder à la maison, un passage situé au fond de la cour permettait d'y accéder, sous une construction antérieure érigée dans la première moitié du XVIe siècle et donnant sur la rue.
Jusqu'en 1842, date du cadastre ancien, le passage avec sa porte et sa maçonnerie propre appartenait au même propriétaire que la maison en fond de cour. Par la suite, il a été acquis par le propriétaire de la maison donnant sur la rue. Puis, une grange a été ajoutée au nord de la maison du bailliage à une date indéterminée.

## Description
Les portes et fenêtres de la maison sont entourées de pierre de lave, et la tourelle située à l'angle sud-est est coiffée d'un toit conique recouvert de lauze de gneiss. Le premier étage est accessible par un bâtiment en appentis ajouté au nord de la maison.

## Protection
La maison est inscrite au titre des monuments historiques par arrêté du 12 décembre 2003.